# Muzeum Oręża i Techniki Użytkowej w Kobyłce
Muzeum Oręża i Techniki Użytkowej w Kobyłce – prywatna kolekcja muzealna, będąca własnością Iwony i Pawła Zaniewskich.
Muzeum w formie wystawy stałej działało w latach 2006-2010, a jego siedzibą była piwnica domu państwa Zaniewskich, położonego w Kobyłce przy ul. Leszka 23. W wyniku zalania piwnicy wystawa została zlikwidowana, a zgromadzone zbiory prezentowane są wyłącznie na wystawach czasowych poza siedzibą.
W skład kolekcji wchodzą: zbiór militariów: karabinów oraz pistoletów, kolekcja techniki użytkowej: sprzętu fotograficznego oraz radiowego oraz zbiory monet oraz etykiet zapałczanych. Kolekcja państwa Zaniewskich została zarejestrowana w mazowieckim Wojewódzkim Urzędzie Ochrony Zabytków.
Od stycznia 2015 Muzeum Oręża i Techniki Użytkowej jest własnością fundacji EKSPONAT, od września 2016 muzeum jest członkiem Stowarzyszenia Polskich Muzealników Prywatnych.